# بيا سوندهاجه
بيا سوندهاجه (بالسويدية: Pia Sundhage)‏ (13 فبراير 1960 في السويد - ) هي مدربة كرة قدم ولاعبة كرة قدم سويدية في مركز الهجوم، شاركت في الألعاب الأولمبية الصيفية 1996. وشاركت مع منتخب السويد لكرة القدم للسيدات. أما مع النوادي، فقد لعبت مع نادي لاتسيو ونادي هاماربي لكرة القدم وFalköpings KIK ‏ وJitex BK ‏ وStattena IF ‏ وHammarby Fotboll (women) ‏ ونادي أوسترس ولاتسيو النسائي ‏.

## وصلات خارجية
بيا سوندهاجه على موقع الاتحاد الدولي (مؤرشف)  (الإنجليزية)
- بيا سوندهاجه على موقع الاتحاد الأوربي (الإنجليزية)
- بيا سوندهاجه على موقع قاعدة بيانات كرة القدم.إي يو (الإنجليزية)
- بيا سوندهاجه على موقع Soccerway.com (الإنجليزية)
- بيا سوندهاجه على موقع اللجنة الأولمبية الدولية (الإنجليزية)
- بيا سوندهاجه على موقع أوليمبيديا (الإنجليزية)
- بيا سوندهاجه على موقع اللجنة الأولمبية السويدية (السويدية)